# Ostrov, Ústí nad Orlicí
Ostrov là một làng thuộc huyện Ústí nad Orlicí, vùng Pardubický, Cộng hòa Séc.